# Bālā Shīrūd
Bālā Shīrūd (persiska: Bālā Shīr Rūd, بالا شیر رود, بالا شیرود) är en ort i Iran.   Den ligger i provinsen Mazandaran, i den norra delen av landet, 140 km norr om huvudstaden Teheran. Antalet invånare är 400.
Terrängen runt Bālā Shīrūd är platt åt nordost, men åt sydväst är den kuperad. Runt Bālā Shīrūd är det ganska tätbefolkat, med 116 invånare per kvadratkilometer. Närmaste större samhälle är Tonekābon, 8,1 km öster om Bālā Shīrūd. I omgivningarna runt Bālā Shīrūd växer i huvudsak blandskog.